# Gough-Insel

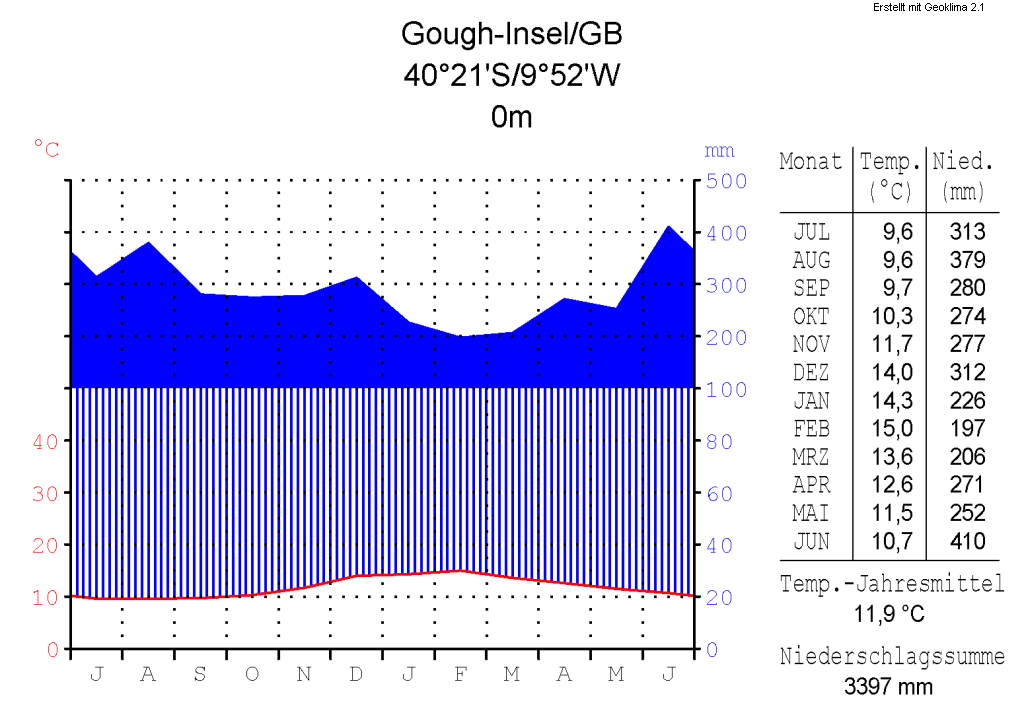
Klimadiagramm von Gough

Gough [gɔf] (auch portugiesisch Gonçalo Álvares) ist eine ungefähr 900 m hohe vulkanische Insel im Atlantischen Ozean, die zur Inselgruppe Tristan da Cunha gehört. Sie liegt etwa 400 Kilometer südöstlich der Hauptinsel Tristan da Cunha und gehört zum Britischen Überseegebiet St. Helena, Ascension und Tristan da Cunha, dessen Hauptort Jamestown auf der Insel St. Helena rund 2700 Kilometer  entfernt liegt. Die Insel gehört zusammen mit der 2004 hinzugefügten Insel Inaccessible seit 1995 zum Weltnaturerbe der UNESCO.
Die Insel liegt etwa 2600 km von Kapstadt (Südafrika) und etwa 3550 km vom südamerikanischen Festland (Cabo de São Tomé) entfernt.

## Geographie
Die Insel ist 65 Quadratkilometer groß, 13,9 Kilometer  lang und bis zu 8 Kilometer breit. Ihre höchste Erhebung ist der Edinburgh Peak mit einer Höhe von 910 m. Aufgrund ihrer Lage in den sogenannten Roaring Forties herrscht nahezu ganzjährig starker Westwind; die Niederschläge erreichen 3397 Millimeter im Jahresmittel und die Lufttemperatur beträgt im Mittel 11,9 °C.

## Geschichte
Entdeckt wurde sie im Juli 1505 durch den portugiesischen Seefahrer Gonçalo Álvares, nach dem sie vorerst benannt wurde; eine erstmalige Kartografierung erfolgte 1519. Eine spanische Karte aus 1584 zeigte die Insel mit dem Namen des Gonçalo Álvares.
Trotz ihrer Abgeschiedenheit und der geringen Wahrscheinlichkeit für Seefahrer, im Südatlantik auf diese Insel zu treffen, wurde sie relativ häufig frequentiert. Im Mai 1675 betrat sie der englische Kaufmann Anthony de la Roché. Der Londoner französischer Abstammung umrundete im April 1675 Kap Hoorn mit zwei Schiffen und 56 Mann Besatzung auf der Reise von Peru nach Europa. Ein Sturm brachte sie vom Kurs ab und trieb sie in den Südatlantik.
Die Insel wurde am 3. März 1732 von Kapitän Charles Gough auf dem Weg nach China wiederentdeckt. Er bezeichnete sie in seinem Logbuch als „sehr hohe Insel mit ungefähr 5 oder 6 Meilen Länge, die in einer alten portugiesischen Karte als Gonçalo Álvares bezeichnet ist“. Er zeichnete Ansichten, landete dort jedoch nicht. Kapitän Peter Heywood landete mit der „Nereus“ hier am 8. Januar 1811 und zeichnete die Positionen auf.

## Schutzstatus
Die erste Stufe ihrer Unterschutzstellung begann 1976 als nature reserve. Die britischen Behörden veranlassten zuvor die Tristan da Cunha Conservation Ordinance of 1976, worunter auch die Gough-Insel fiel. Im Jahre 1985 folgte der zweite Schritt, womit die Insel in den Status IUCN Ia Strict Nature Reserve erhoben wurde, der die wissenschaftliche Forschung gestattete und das Areal sonst weitgehend abriegelte. 1995 erfolgte dann die Einstufung als World Heritage Site.

## Tierwelt
Die Insel ist Heimat zweier endemischer Vogelarten: des Goughteichhuhns (Gallinula comeri) und der Goughammertangare (Rowettia goughensis). Von 52 vorkommenden Seevogelarten brüten 32 auf der Insel. Sie beherbergt 48 % der weltweiten Population des Nördlichen Felsenpinguins (Eudyptes chrysocome moseleyi).
Bekannt ist auch die Kolonie der Subantarktischen Seebären (Arctocephalus tropicali), in der drei Viertel der weltweiten Bestände dieser Art leben.
Die Hausmaus (Mus musculus) wurde im 19. Jahrhundert durch Walfänger eingeschleppt. Durch ihr räuberisches Verhalten bedroht sie mittlerweile den Fortbestand einheimischer Vogelarten.
Daher wurde eine Kampagne zur Ausrottung der Mäuse geplant und 2021 durchgeführt. Doch auch danach wurden im Jahr 2022 einige Maus-Exemplare gefunden. Positiv ist, dass beispielsweise der Hakensturmtaucher Pterodroma incerta im Jahr 2021 mehr als doppelt so viele Jungvögel aufziehen konnte wie in den Jahren vor dem Ausrottungsprogram gegen die Mäuse.

## Frühe Arbeiten und die Forschungsstation
Das öffentliche Interesse an der Insel ergab sich aus der nautischen Erfordernis zur Ermittlung von Wetterdaten im Südatlantik. Das betraf in dieser Region aktive Seefahrer und die Regierung der Südafrikanischen Union. Zunächst wurde versucht, auf Tristan da Cunha die notwendigen Werte zu ermitteln. Diese Insel erwies sich jedoch zu diesem Zweck als nicht ausreichend geeignet. Die damalige südafrikanische Regierung beauftragte 1947 den Geophysiker und Ozeanographen Athelstan Frederick Spilhaus mit der Suche nach Alternativen. Im Ergebnis seiner diesbezüglichen Arbeiten empfahl er die Einrichtung einer Wetterstation auf der Gough-Insel. Um 1950 plante man deren Errichtung, es ergaben sich aber Schwierigkeiten bei der Gewinnung von Personal. So musste man weiterhin mit Wetterdaten von aus Südamerika kommenden Schiffen und ihrer synoptischen Prognose für die Seerouten südlich vom Kap der Guten Hoffnung auskommen. Ab Dezember 1953 begann ein Fischereiunternehmen aus Kapstadt im Seegebiet um die Insel zu operieren. Mit Hilfe des Hochseefischereischiffs Voorbok konnten die errechneten Wetterdaten vor Ort überprüft werden. Nach den gewonnenen Ergebnissen und Einschätzungen erwies sich die Insel als ein geeigneter Standort für die erhoffte Wetterbeobachtungsstation.
Die systematische Erforschung des Ökosystems auf der Insel begann zwischen 1955 und 1956. In diesem Zeitraum leitete der noch junge Geodät John Bryan Heaney, zu Beginn krankheitsbedingt abwesend, die privat organisierte und über sechs Monate währende Forschungsreise, Gough Island Scientific Survey (GISS) genannt. Dabei entdeckte man bislang unbekannte Pflanzen und Vögel. Die Ergebnisse dieser Reise publizierte Martin Wyatt Holdgate (* 1931), der damalige Chefbiologe des British Antarctic Survey, in seinem 1958 in London erschienenen Werk Mountains in the sea: The story of the Gough Island expedition. Von Heaney, der später in der Ölindustrie arbeitete, stammt auch die erste exakte Kartierung der Insel. Diese topografische Karte im Maßstab 1:40.000 wurde 1957 im The Geographical Journal der Royal Geographical Society veröffentlicht. Seine Expedition schloss mit einem finanziellen Überschuss ab und dieser bildete den Grundstock für weitere Erkundungen. Weit bedeutender waren jedoch die Ergebnisse dieser Forschungen, da sie den frühesten Grundstein für das spätere Schutzgebiet auf der Insel legten.
Auf der abgelegenen und einsamen Insel, die etwa 2600 km von Kapstadt entfernt liegt, betreibt Südafrika seit 1956 eine mit sechs bis acht Personen durchgehend bemannte Wetterstation (40° 20′ 57,7″ S, 9° 52′ 49,3″ W).
Der früheste Standort befand sich bei einem The Glen genannten Punkt, der am Ausgang einer steilen Schlucht an der Küste zur Quest Bay lag. Im Jahre 1963 wurde die Station in eine weiter südlich gelegene und flachere Region der Insel verlegt. Von dort werden stündliche meteorologische Messungen vorgenommen. Das Areal der Station wurde durch Südafrika von dem Vereinigten Königreich gepachtet und ist regional-administrativ der Verwaltung von Kapstadt unterstellt. Die dort tätigen Mitarbeiter gehören dem South African National Antarctic Programme (SANAP) an.

## Sonstige Angaben
Von August bis September 1958 testeten die USA nahe der Insel mit dem Argus-Experiment die Möglichkeit, mittels Atombombenexplosionen in großer Höhe (200 bis 540 km) künstliche Strahlungsgürtel zu erzeugen. Solche Strahlungsgürtel sind von militärischem Interesse, da sie Radar und Radioübertragung beeinträchtigen, elektronische Komponenten wie beispielsweise Zündmechanismen von Sprengköpfen schädigen sowie die Gesundheit von hindurchfliegenden Raumschiffbesatzungen gefährden können. Es wurden drei Tests durchgeführt, unter anderem von der Norton Sound.
Im Jahr 2011 wurde die Insel als eine Regattamarke der Weltumsegelungsregatta Barcelona World Race benutzt, die die Teilnehmerboote auf ihrem Weg von Europa zum Kap der Guten Hoffnung (Südafrika) zu umrunden hatten.
Im Oktober 2020 retteten sich alle 62 Besatzungsmitglieder der Geo Searcher zur Wetterstation auf Gough Island, nachdem ihr Schiff weniger als eine Meile vor der Insel auf Grund gelaufen und gesunken war. Sie wurden nach Tagen vom südafrikanischen Versorgungsschiff SA Agulhas II gerettet. Ein Besatzungsmitglied hatte sich leicht verletzt.